# نبش قبر و خاکسپاری مجدد ریچارد سوم انگلستان

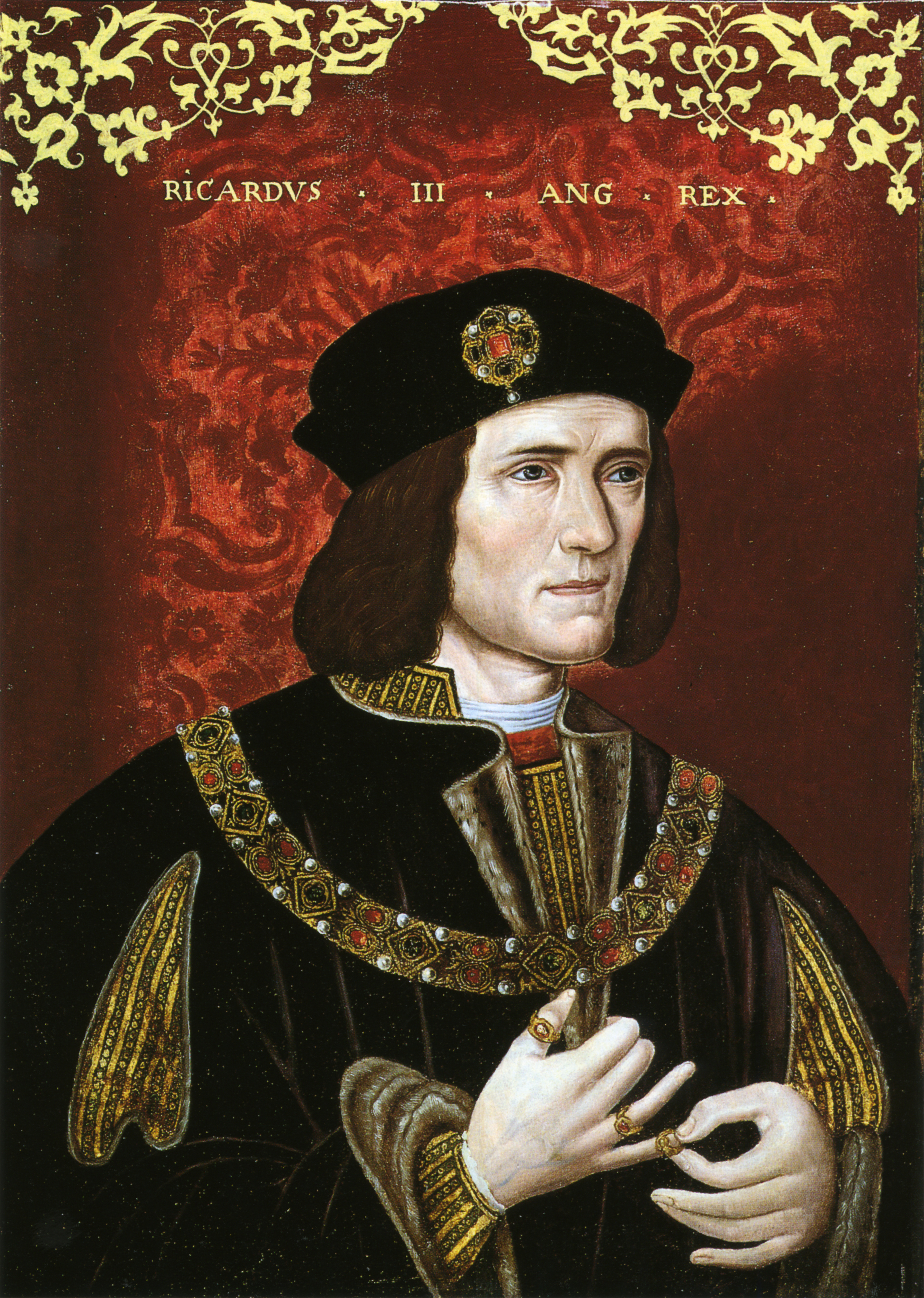
پادشاه ریچارد سوم

نبش قبر و خاکسپاری مجدد ریچارد سوم انگلستان با کشف بازماندهٔ بقایای این پادشاه در محل کلیسای گرای‌فرایز واقع در لستر انگلستان و در سپتامبر ۲۰۱۲ صورت پذیرفت. پس از آزمایش‌های وسیع انسان‌شناسی و تست ژنتیک، ثابت گردید که بقایای بازمانده، متعلق به ریچارد سوم، آخرین پادشاه انگلیسی کشته شده در جنگ می‌باشد. در ۲۶ مارس ۲۰۱۵، پس از برگزاری مراسمی تشریفاتی در کلیسای جامع لستر، که مکانی غیر از مکان تدفین اولیه بود به خاک سپرده شد. ریچارد سوم، آخرین پادشاه از خاندان پلانتاژنه در انگلستان بود که در تاریخ ۲۲ اوت ۱۴۸۵ در میدان نبرد بازورث فیلد کشته شد.
جسد این پادشاه به کلیسای گرای‌فرایز سپرده شد که در همان زمان، در یک قبر معمولی و بدون نشان دفن گردید. پس از فروپاشی کلیسا به سال ۱۵۳۸ و انهدام نهایی سال‌های بعد، مکان دقیق مقبره ریچارد مفقود گردید و به واسطهٔ وقوع یک محاسبهٔ کاملاً اشتباه، چنین برداشت شد که استخوان‌های ریچارد به درون رودخانهٔ سوآر، در نزدیکی پل بوو ریخته شده‌است. جستجو برای یافتن بقایای جسد این پادشاه در ماه اوت سال ۲۰۱۲ آغاز گردید که انجمن ریچارد سوم، از حامیان این پروژهٔ تحقیقی برای کشف حقایق بود. حفاری‌های باستان‌شناسی توسط بخش باستان‌شناسی دانشگاه لستر صورت پذیرفت که همکاری شورای شهر لستر را نیز به همراه داشت.

## مرگ و دفن اولیه
ریچارد، در نبرد بازورث فیلد کشته شد، نبردی که علیه هنری هفتم و در تاریخ ۱۴۸۵ صورت پذیرفت. شاعر ولزی، گوتهر گلیان، مرگ ریچارد را به سِر ریس آپ توماس، یکی از اعضای ولزی ارتش هنری هفتم نسبت می‌دهد. بر طبق اظهارات وی، شخص موصوف ضربهٔ پایانی و کشنده را به پادشاه وارد آورد. پس از مرگ پادشاه، بدن وی برهنه و به لستر منتقل گردید و در معرض نمایش عموم گذاشته شد. در تصنیفی رمانتیک و تخلصی که دارای نام مستعار مشهور به تصنیف بازورث فیلد می‌باشد چنین گفته شده؛ احتمال می‌رود که، یک از بسیار در او نگریستند. اشارهٔ این تصنیف به‌طور قطع مرتبط با اعلامیهٔ کلیسای عید تبشیر بانوی ما می‌باشد. بر طبق اظهارات پولیدور ورژیل، هنری هفتم، قبل از ترک لندن، به مدت ۲ روز در لستر توقف داشت و در همان زمان عزیمت هنری، جسد ریچارد، در کلیسای راهبان فرانسیسکن واقع در لستر، به تارخ ۲۵ اوت ۱۴۸۵ و بدون هیچگونه مراسم تشییع جنازه‌ای دفن گردید.

## تعیین هویت ریچارد سوم و سایر یافته‌ها
در ۴ فوریه ۲۰۱۳، دانشگاه لستر سرانجام تأیید نمود که اسکلت یافت شده، متعلق به ریچارد سوم بوده‌است. شناسایی و تعیین هویت بر اساس شواهد دی‌ان‌ای میتوکندریایی، تجزیه و تحلیل خاک، آزمایش‌های دندانپزشکی و ویژگی‌های فیزیکی اسکلت صورت پذیرفت. متخصص استخوان‌شناسی باستانی، جو آپل‌بی، معتقد است اسکلت دارای ویژگی‌های غیرمعمولی است. ساختار آن ضعیف و باریک می‌باشد. انحنای جانبی و غیرطبیعی ستون فقرات و در عین حال آسیب‌های مربوط به نبرد، تأیید کنندهٔ اطلاعاتی است که دربارهٔ زندگی ریچارد سوم و شرایط مرگ وی وجود دارد و همگی اینها با یکدیگر سازگار است.

## نگارخانه

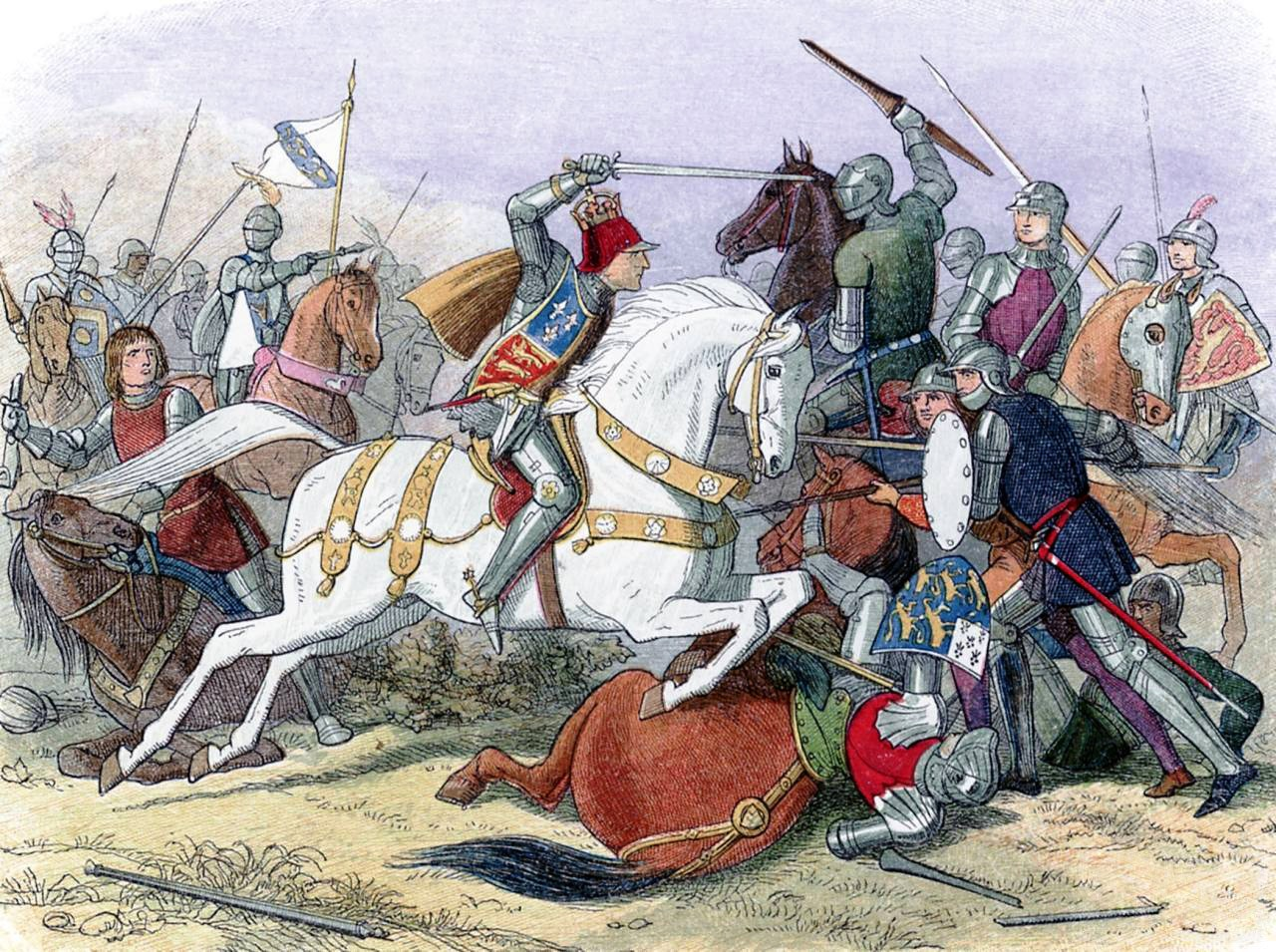
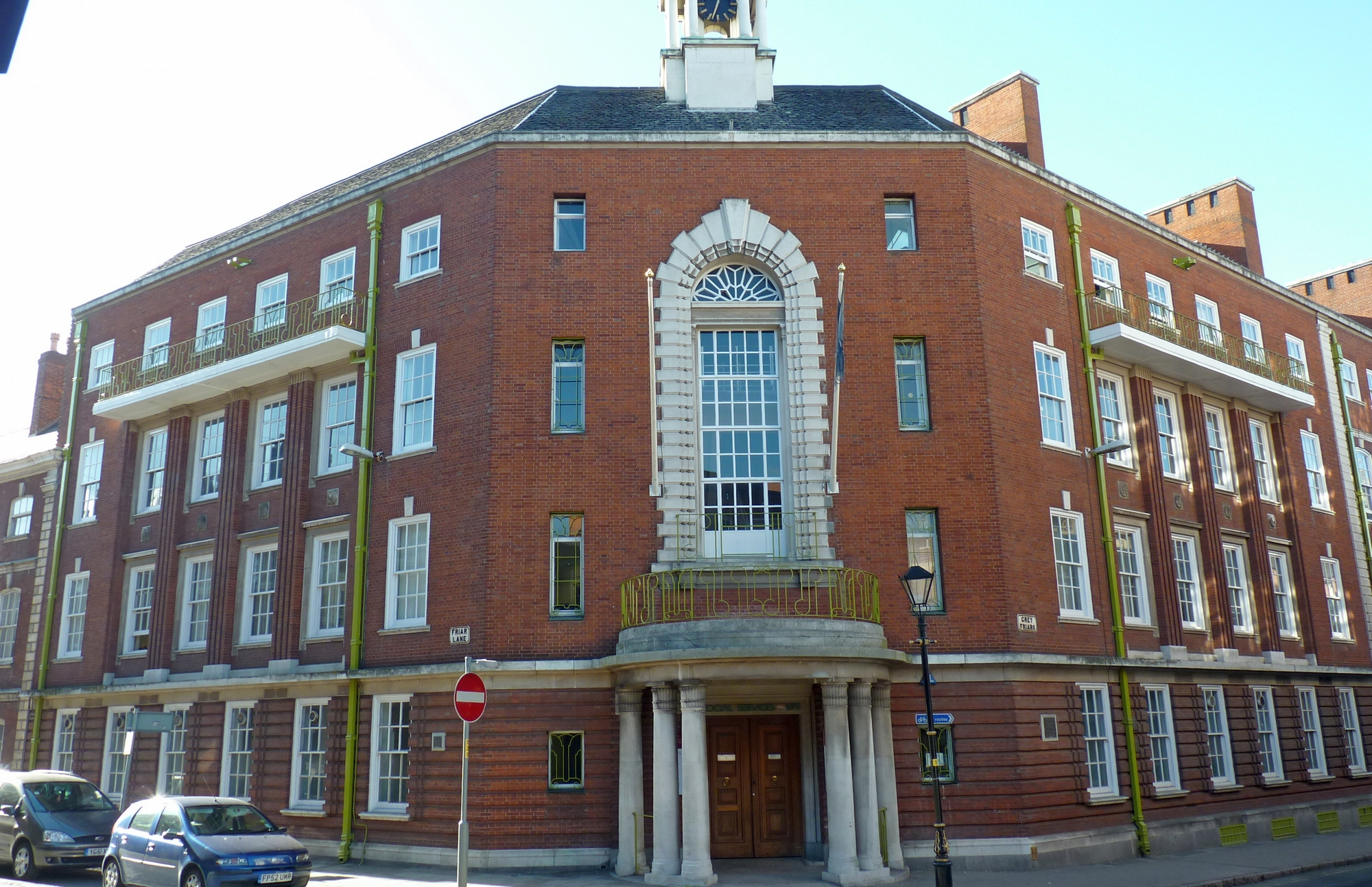
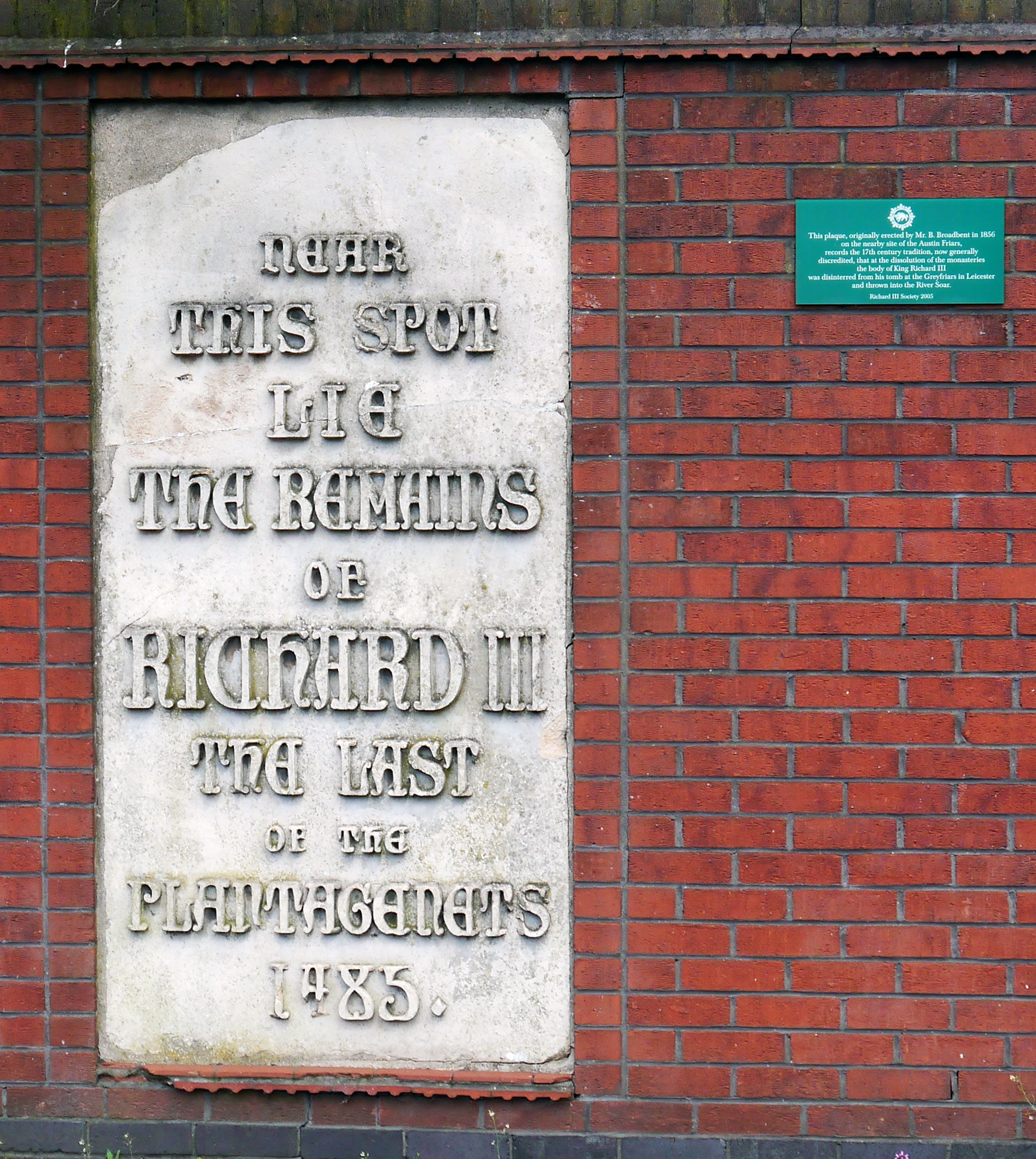
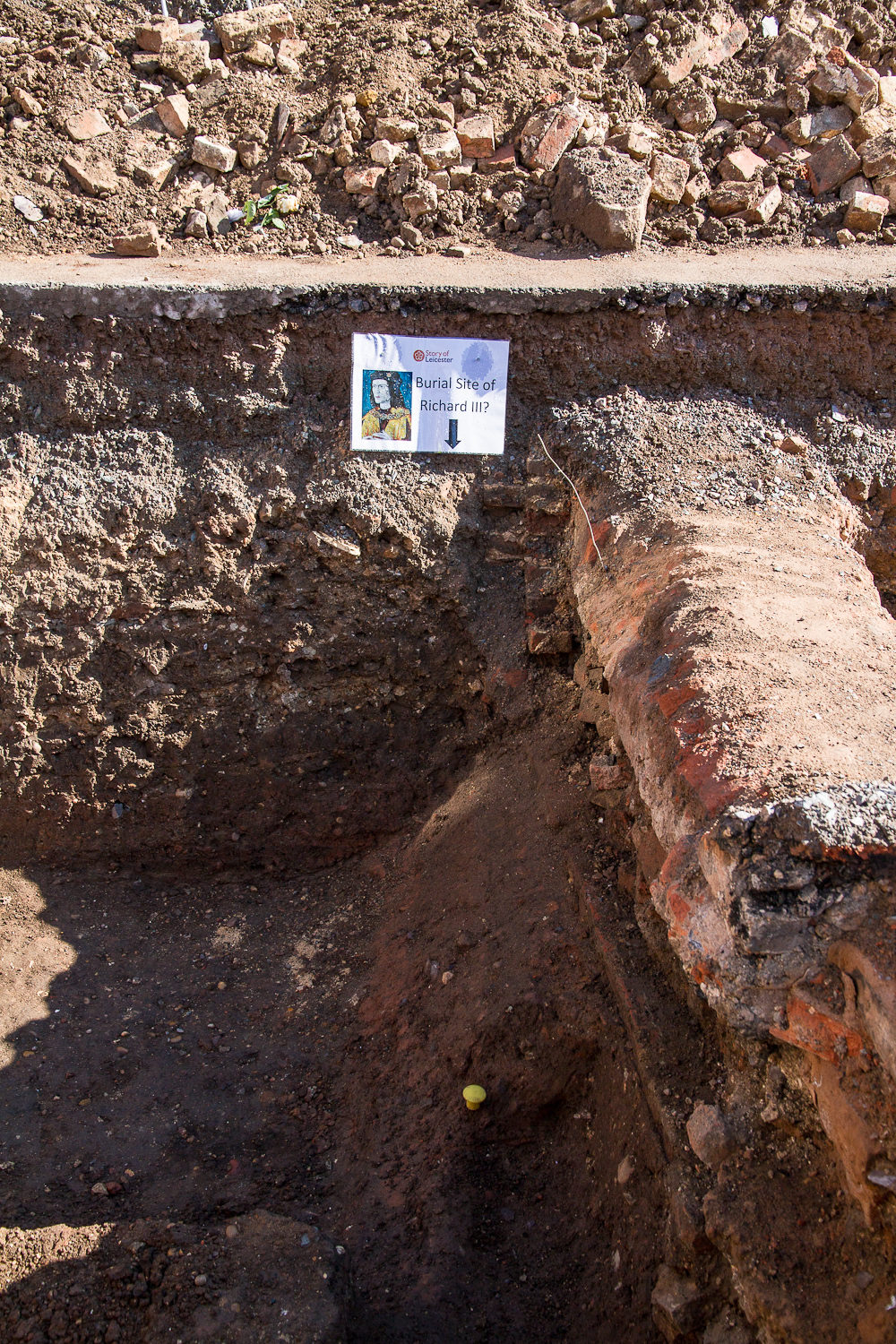
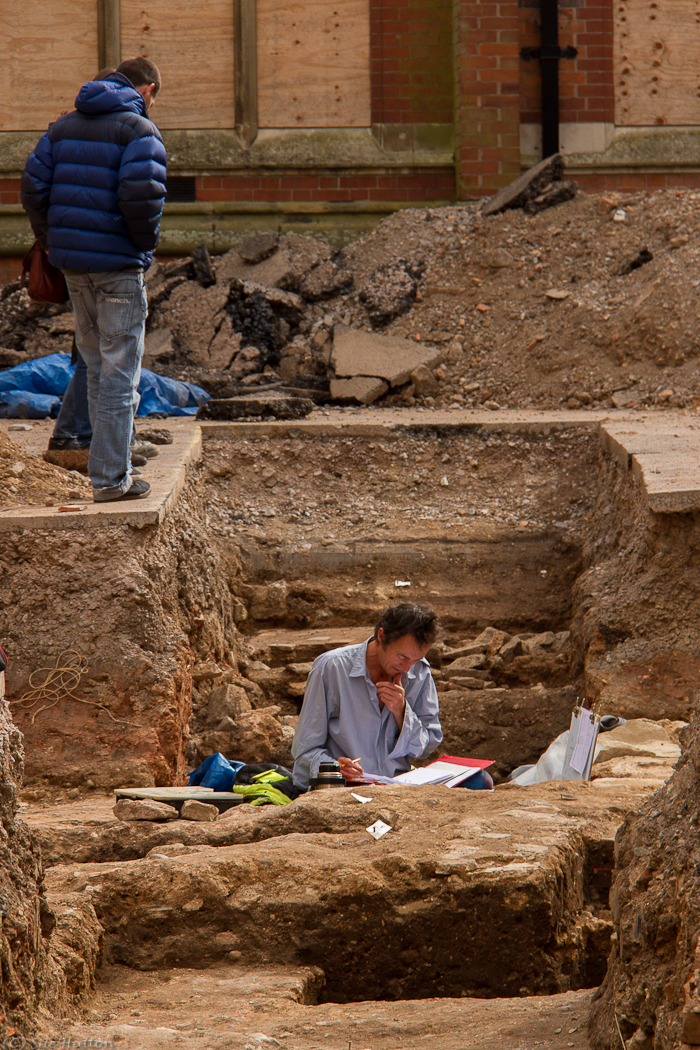
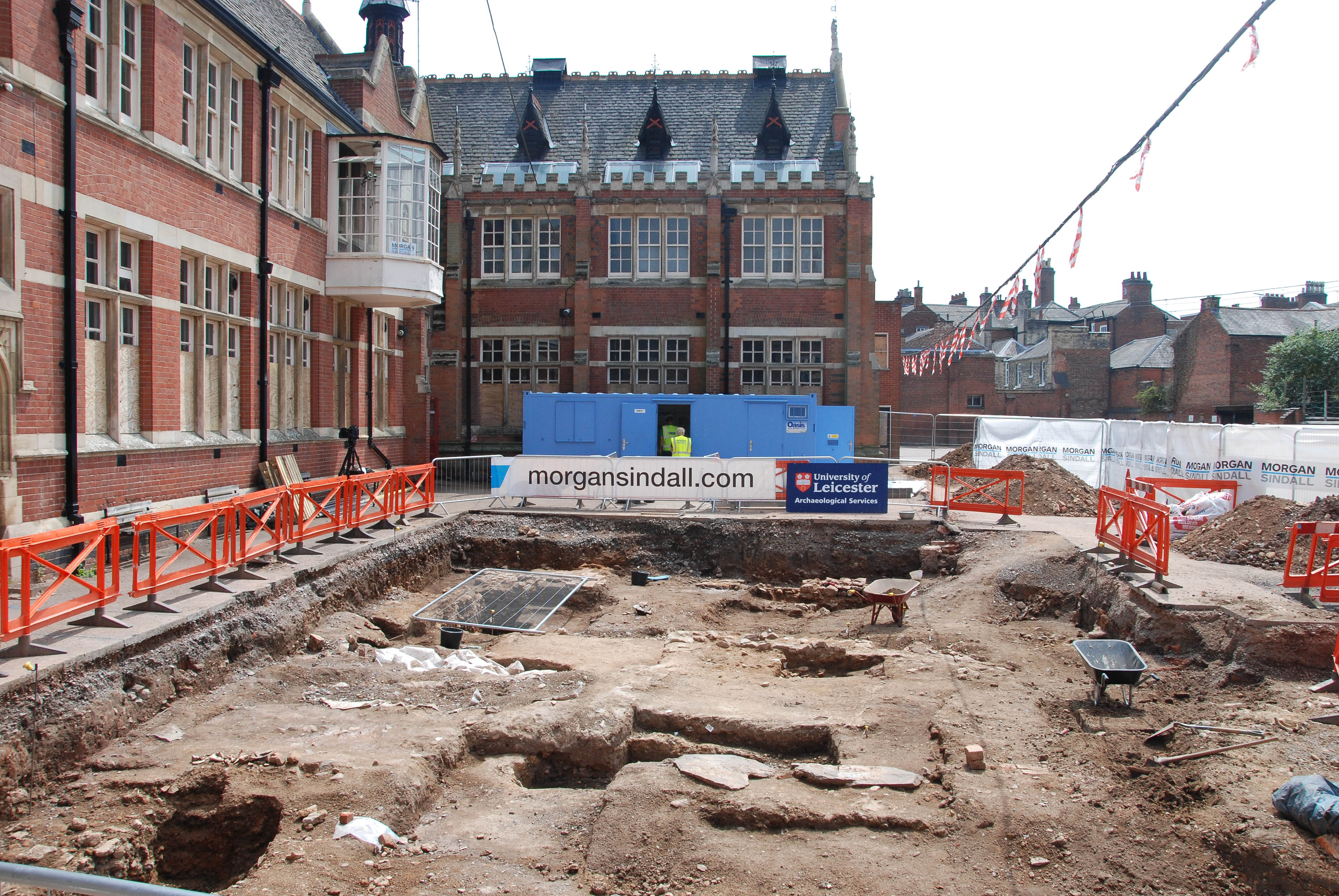
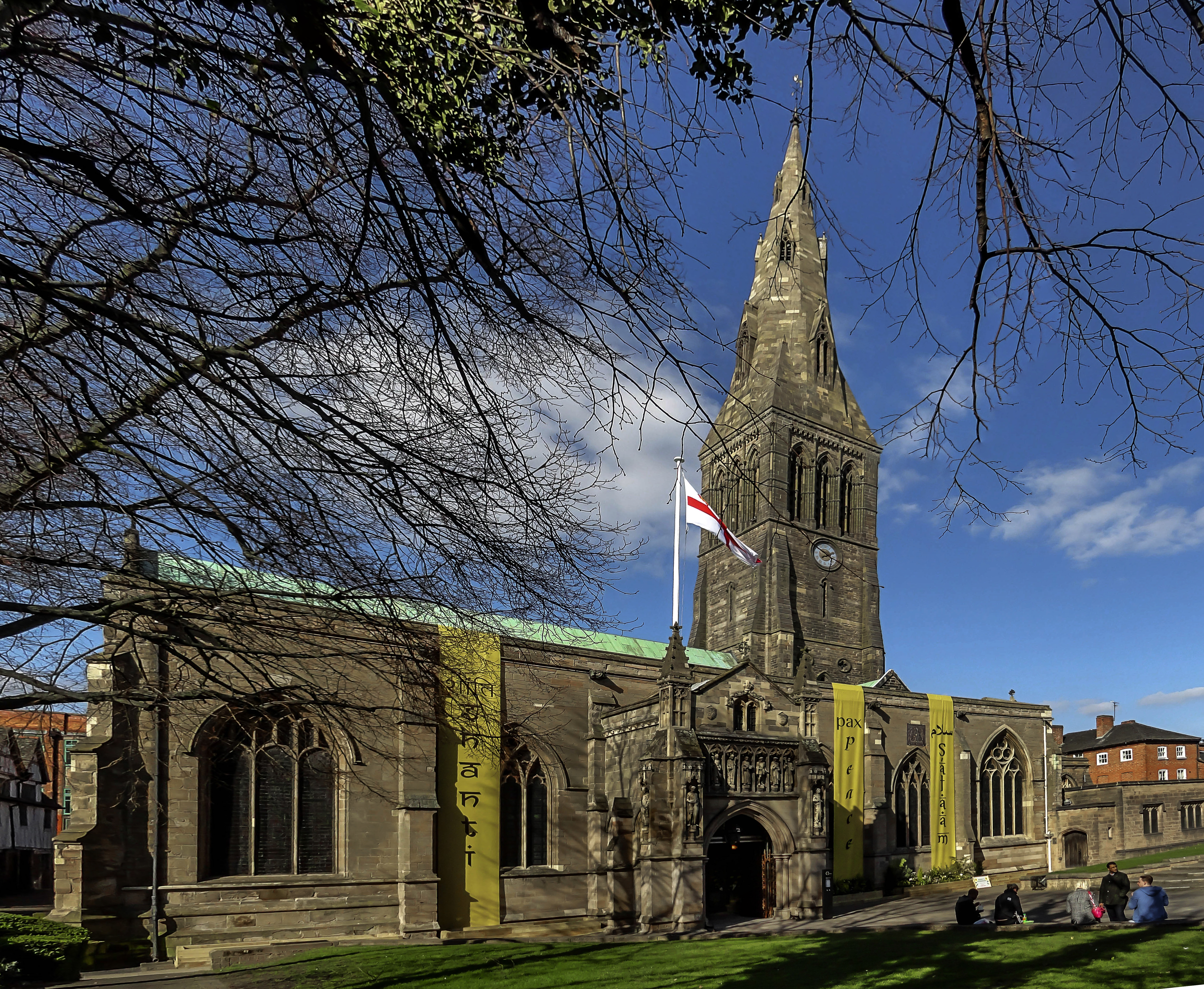
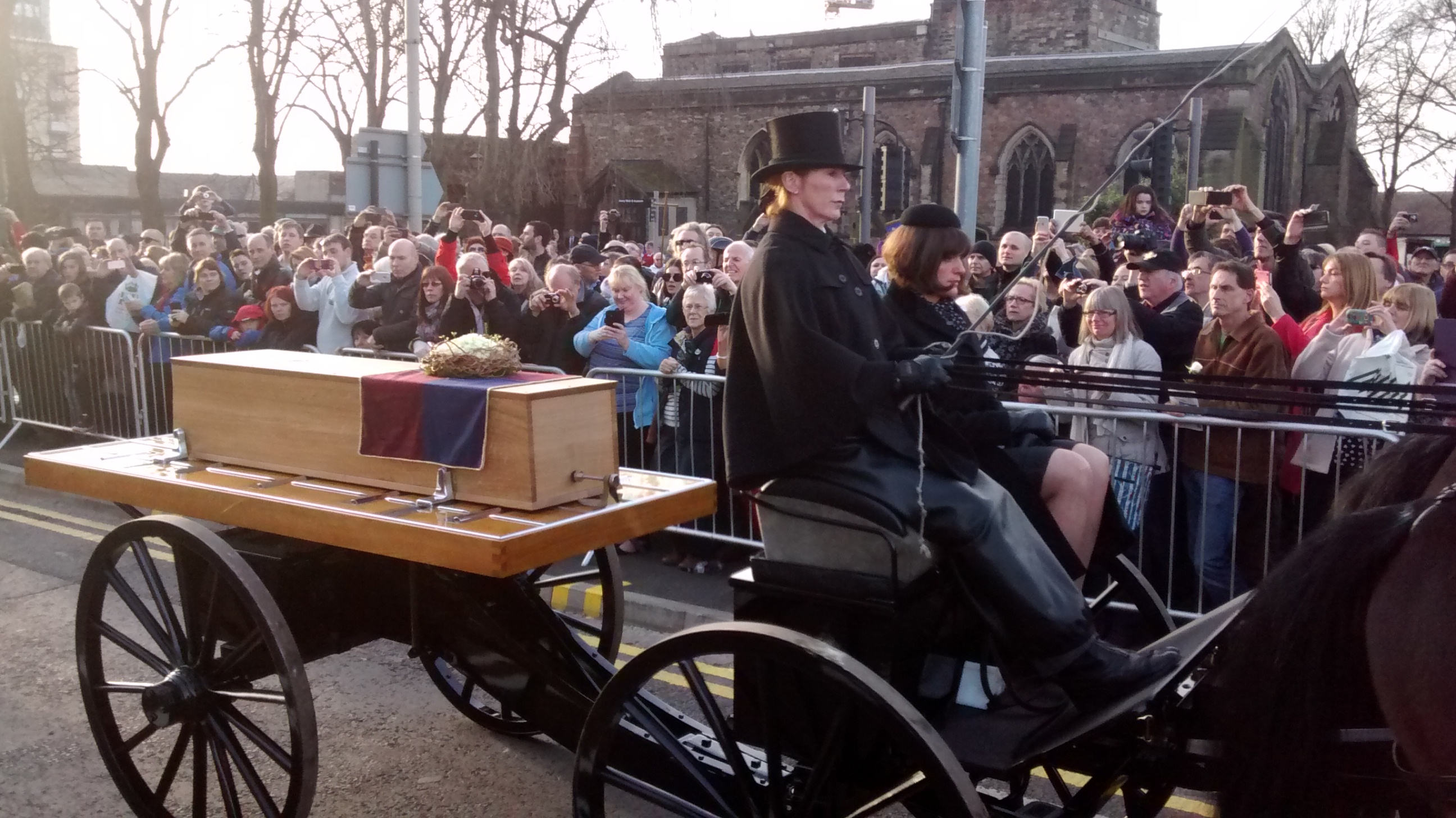
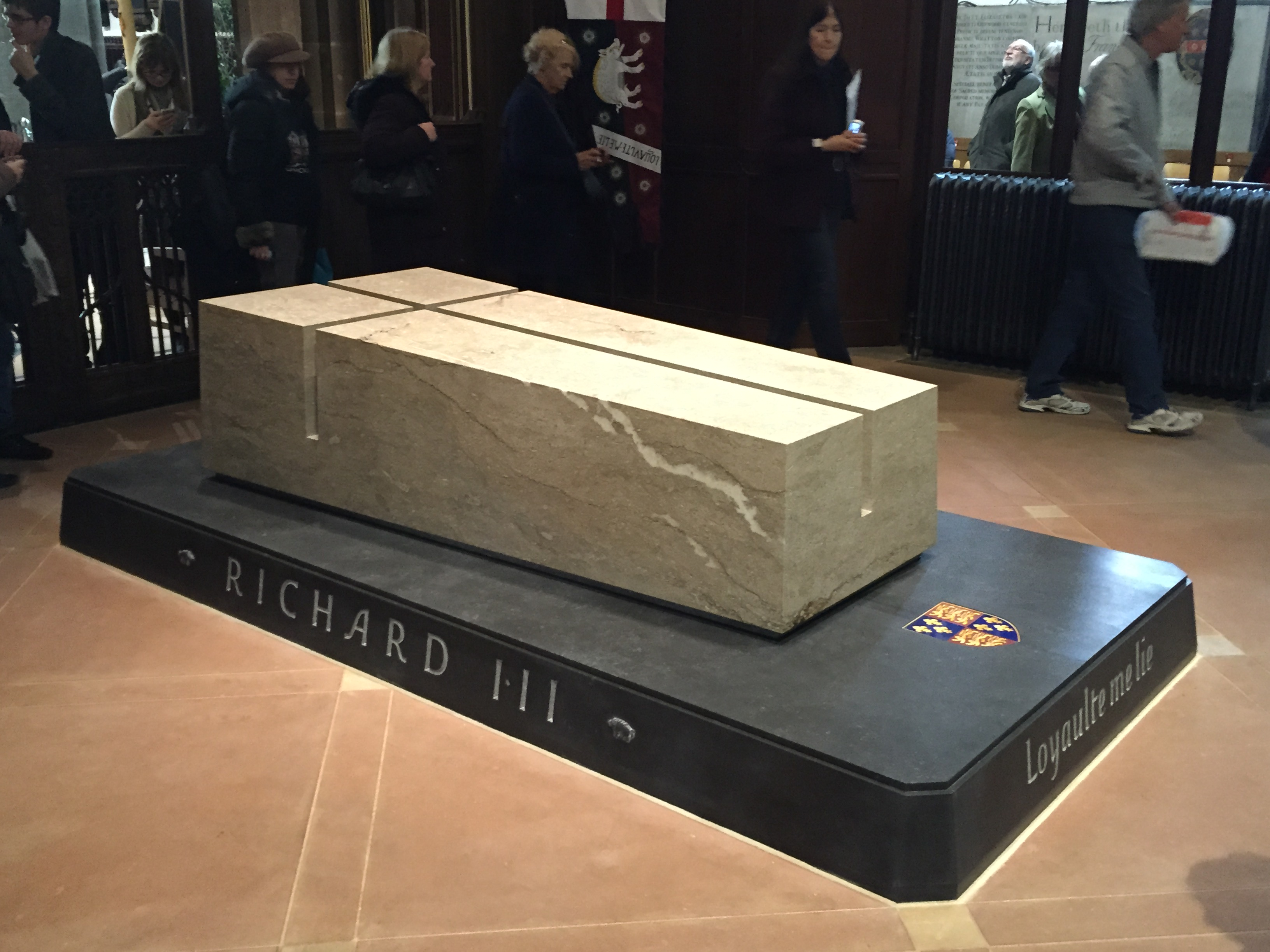
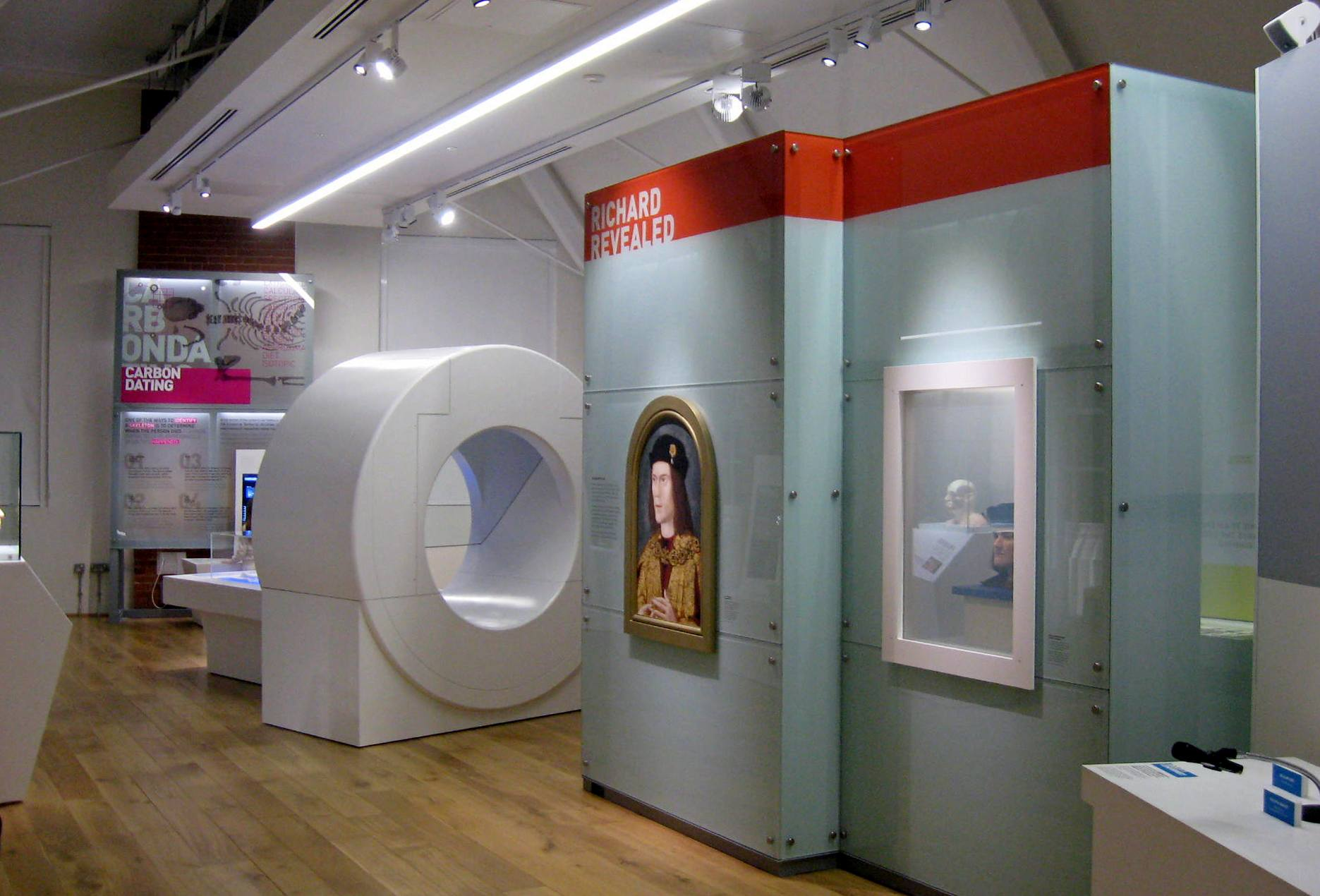